# آپروتینین
آپروتینین (به انگلیسی: Aprotinin)
رده: مهارکننده پروتئاز.
اشکال دارویی: آمپول
مکانیسم اثر: مهارکننده طبیعی پروتئیناز و جلوگیری از لیز لخته خون
موارد مصرف: پیشگیری از خونریزی وسیع در جراحی‌ها مانند جراحی قلب، درمان پانکراتیت حاد،
وضعیت دسترسی:کلاس2